# Alexander Ruthven (2. hrabia Gowrie)
Alexander Ruthven, właśc. Alexander Patrick Greysteil Ruthven, 2. hrabia Gowrie (ur. 26 listopada 1939, zm. 24 września 2021) – brytyjski arystokrata i polityk, minister sztuki w latach 1983–1985, kanclerz Księstwa Lancaster w latach 1984–1985.

## Życiorys
Urodził się 26 listopada 1939 jako najstarszy syn majora Patricka Hore-Ruthvena (syna 1. hrabiego Gowrie) i Pameli Fletcher, córki Arthura Fletchera. Popularnie nazywany „Grey Ruthven”.
Wykształcenie odebrał w Eton College i w Balliol College w Oksfordzie. W wieku 3 lat stracił ojca, który zginął podczas walk w Afryce Północnej. Po śmierci swojego dziadka w 1955 r. odziedziczył tytuł hrabiego Gowrie i zasiadł w Izbie Lordów. Rok później odziedziczył tytuł barona Ruthven of Gowrie, po śmierci brata swojego dziadka, Walter Hore-Ruthven, 10. lorda Ruthven of Freeland.
Należał do Partii Konserwatywnej. W 1972 r. został jej głównym whipem. W okresie rządów Margaret Thatcher był ministrem stanu ds. sztuki w ministerstwie kultury w latach 1983–1985 oraz członkiem gabinetu jako kanclerz Księstwa Lancaster w latach 1984–1985. Ze stanowisk politycznych zrezygnował w 1985 r., kiedy doszedł do wniosku, że nie stać go na kontynuowanie życia w Londynie za pensję w wysokości 33 000 funtów. Po odejściu z rządu został przewodniczącym domu aukcyjnego Sotheby’s oraz Rady Sztuki Wielkiej Brytanii w latach 1994–1998.

## Życie prywatne
1 listopada 1962 r. poślubił Alexandrę Bingley, córkę pułkownika Roberta Bingleya. Małżeństwo to zakończyło się rozwodem w 1974 r. Mieli razem jednego syna:
- Patrick Leo Brer Hore-Ruthven (ur. 4 lutego 1964), wicehrabia Ruthven of Canberra

2 listopada 1974 r. poślubił Adelheid von der Schulenberg, córkę hrabiego Fritza Dietlorfa von der Schulenberga. Małżeństwo to nie posiadało potomstwa.